# Sakris Kupila
Sakris Kupila (1996) is een Finse student medicijnen, voorzitter van de beweging Seta en mensenrechtenverdediger.
Kupila werd als meisje geboren, maar voelde zich niet thuis in zijn lichaam en is een transgender. Op zijn negentiende begon Kupila aan het proces tot geslachtsverandering. Als voorwaarde voor een wettelijke geslachtsverandering moest hij eerst een psychiatrische diagnose van transseksualiteit krijgen. Een tweede vereiste voor geslachtsverandering is sterilisatie. Kupila weigert dit. Hij ondergaat een hormoonbehandeling die tot onvruchtbaarheid zal leiden, maar moet zich desondanks laten steriliseren.
In 2017 ging Kupila als 21-jarige voor in de strijd tegen deze wettelijke voorschriften, die zijn vastgelegd in de 'Trans Act'. Hij riep de regering van Finland op die wet te herzien, in lijn met Universal Periodic Review van de OHCHR.